# Kasabanandgad, Khanapur
Kasabanandgad là một làng thuộc tehsil Khanapur, huyện Belgaum, bang Karnataka, Ấn Độ.